# Puyrenier
Puyrenier foi uma comuna francesa na região administrativa da Nova Aquitânia, no departamento Dordonha. Estendia-se por uma área de 7,75 km². Em 2010 a comuna tinha 58 habitantes (densidade: 7,5 hab./km²).
Em 1 de janeiro de 2017, passou a formar parte da nova comuna de Mareuil en Périgord.